# Higa Rikarudo
Higa Rikarudo (Ricardo) (sinh ngày 4 tháng 5 năm 1973) là một cầu thủ bóng đá người Nhật Bản.

## Giải vô địch bóng đá trong nhà thế giới
Higa Rikarudo được triệu tập vào đội tuyển Nhật Bản tham dự Giải vô địch bóng đá trong nhà thế giới 2004, Giải vô địch bóng đá trong nhà thế giới 2008.